# Gurdwara
Un gurdwārā (panjâbî : ਗੁਰਦੁਆਰਾ, gurdu'ārā, ਗੁਰਦਵਾਰਾ, gurdvārā ; littéralement « la porte du guru») est le lieu de culte des sikhs, aussi bien temple que simple lieu de réunion.

## Répartition
Il existe des milliers de gurdwārās à travers le monde, les six plus emblématiques étant situées en Inde. La plus sainte et la plus connue d'entre elles est le Temple d'Or (Harmandir Sahib) à Amritsar, dans le Penjab.

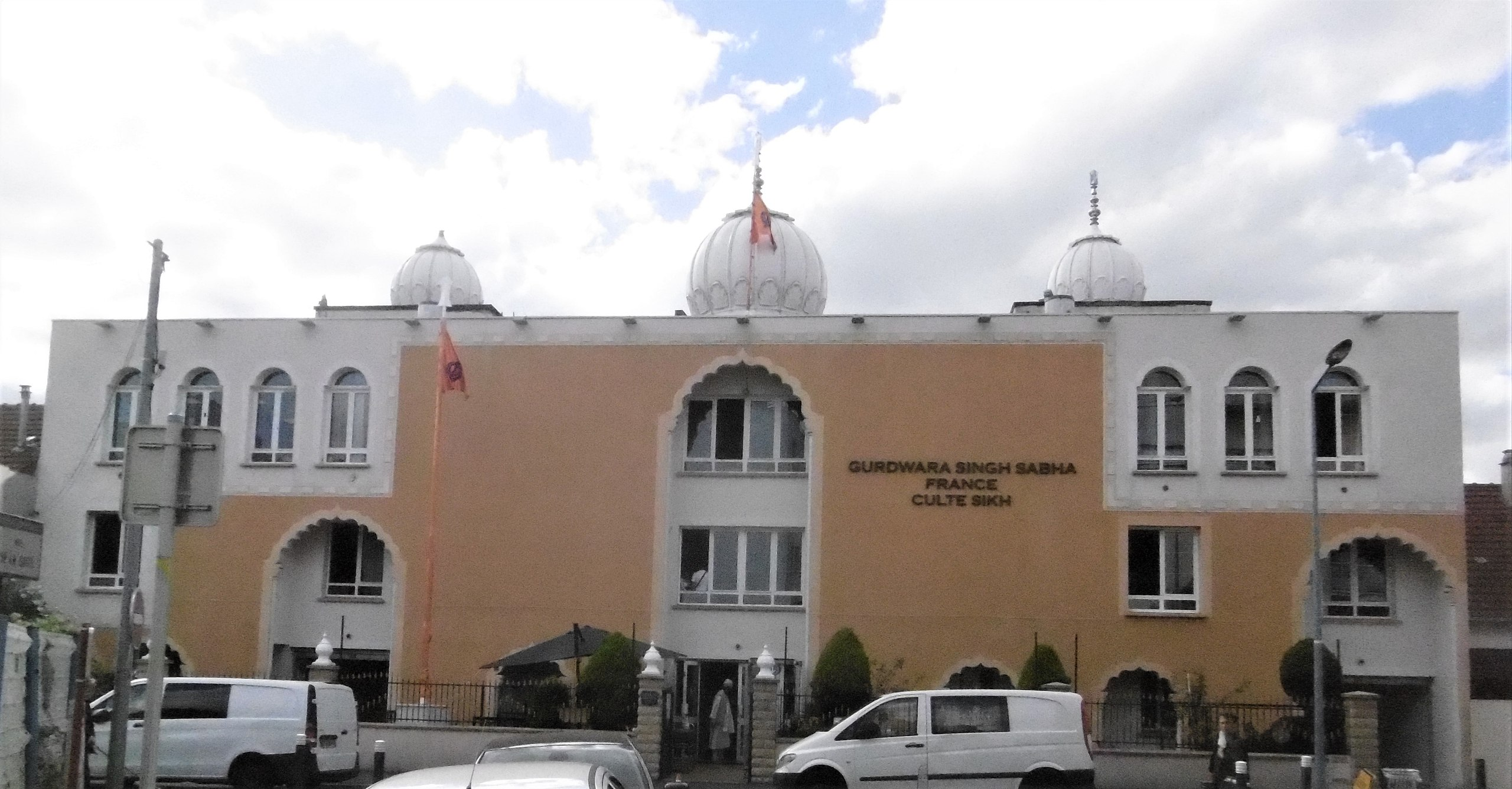
Gurudwara de Bobigny.

## Galerie

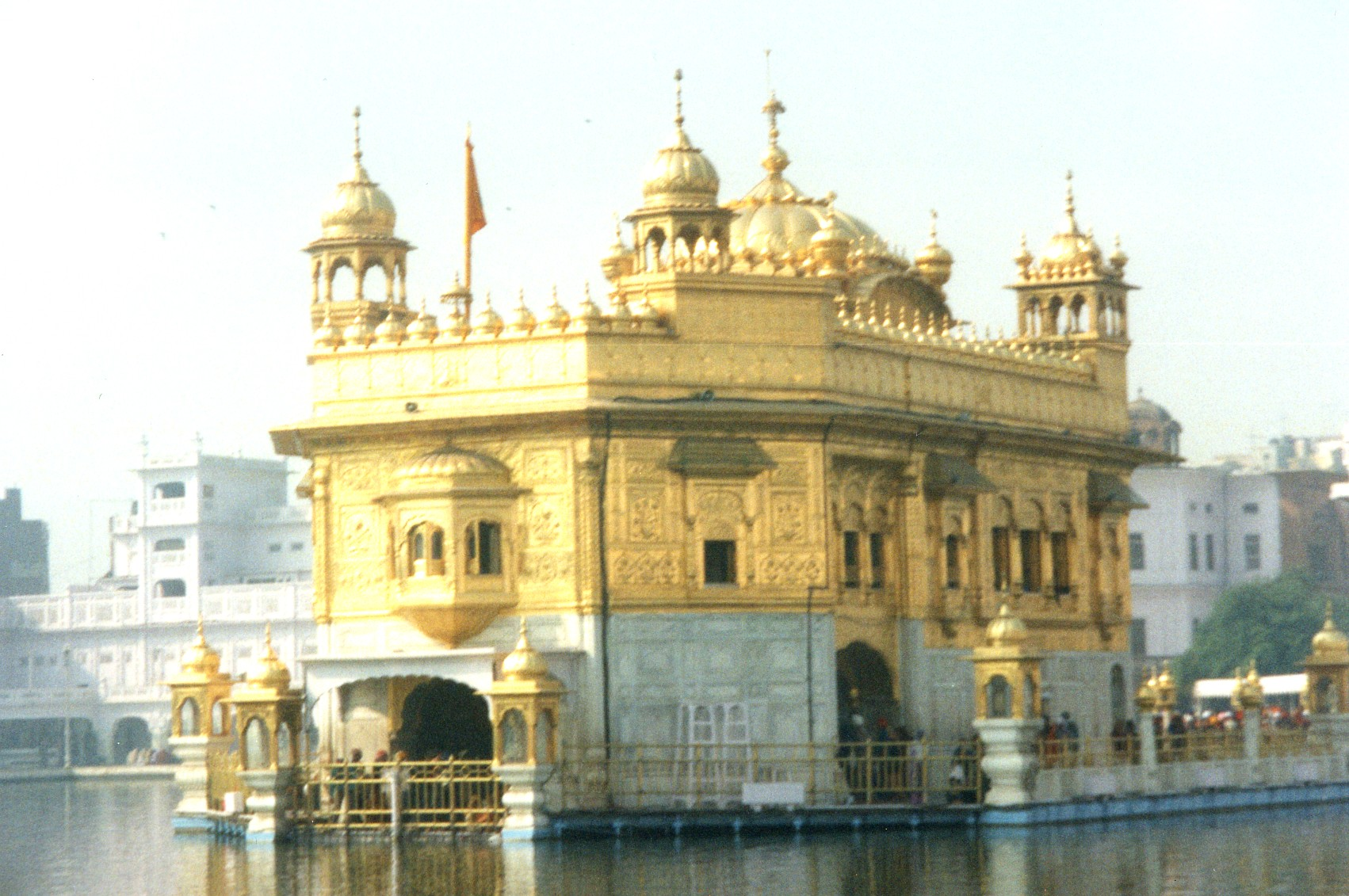
Le Temple d'Or à Amritsar.
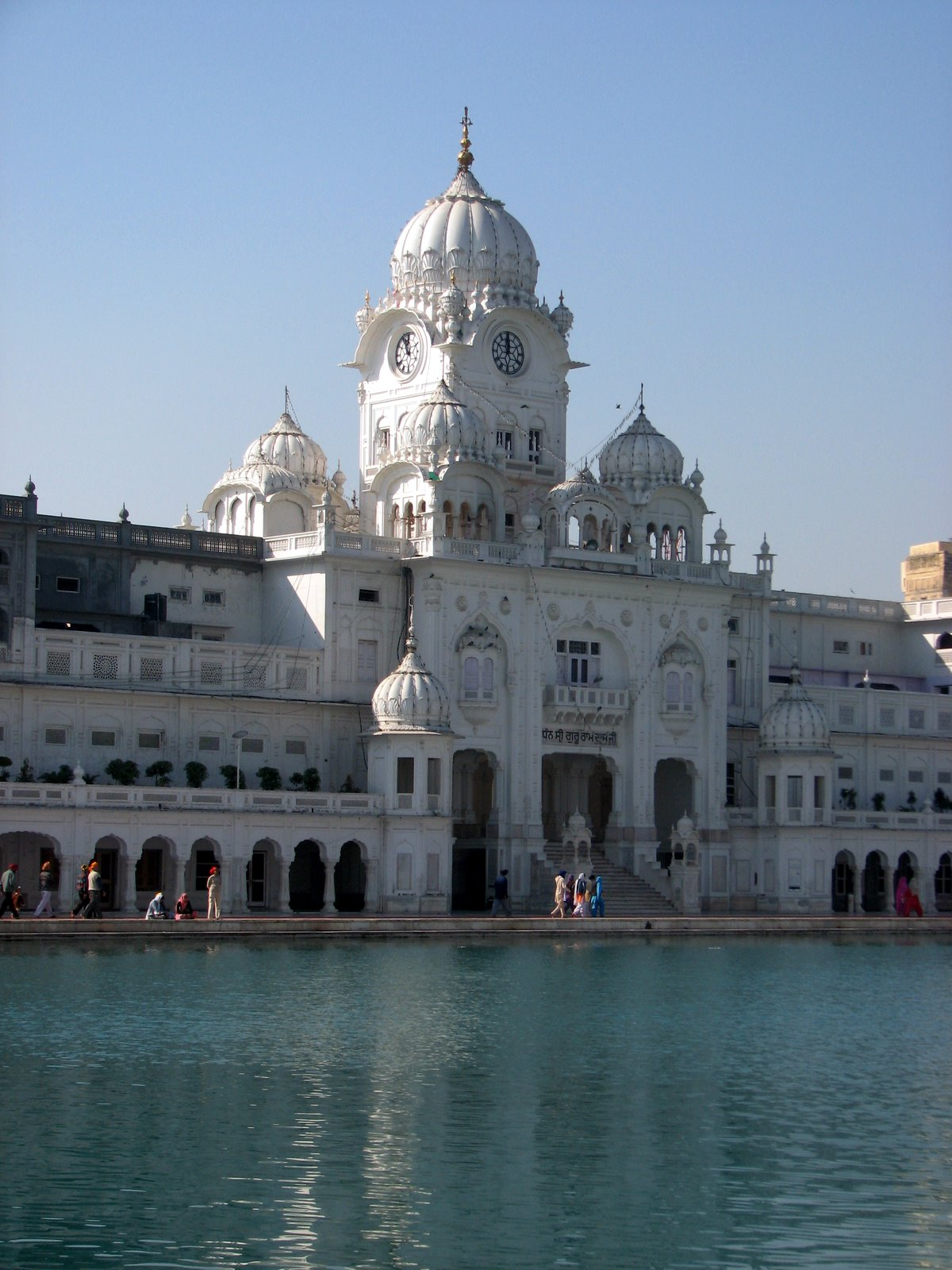
Un gurdwara à Amritsar.
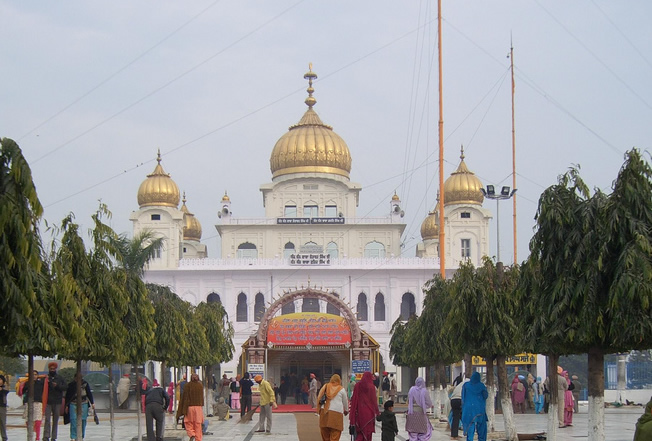
Gurdwara Fatehgarh Sahib, au Pendjab.
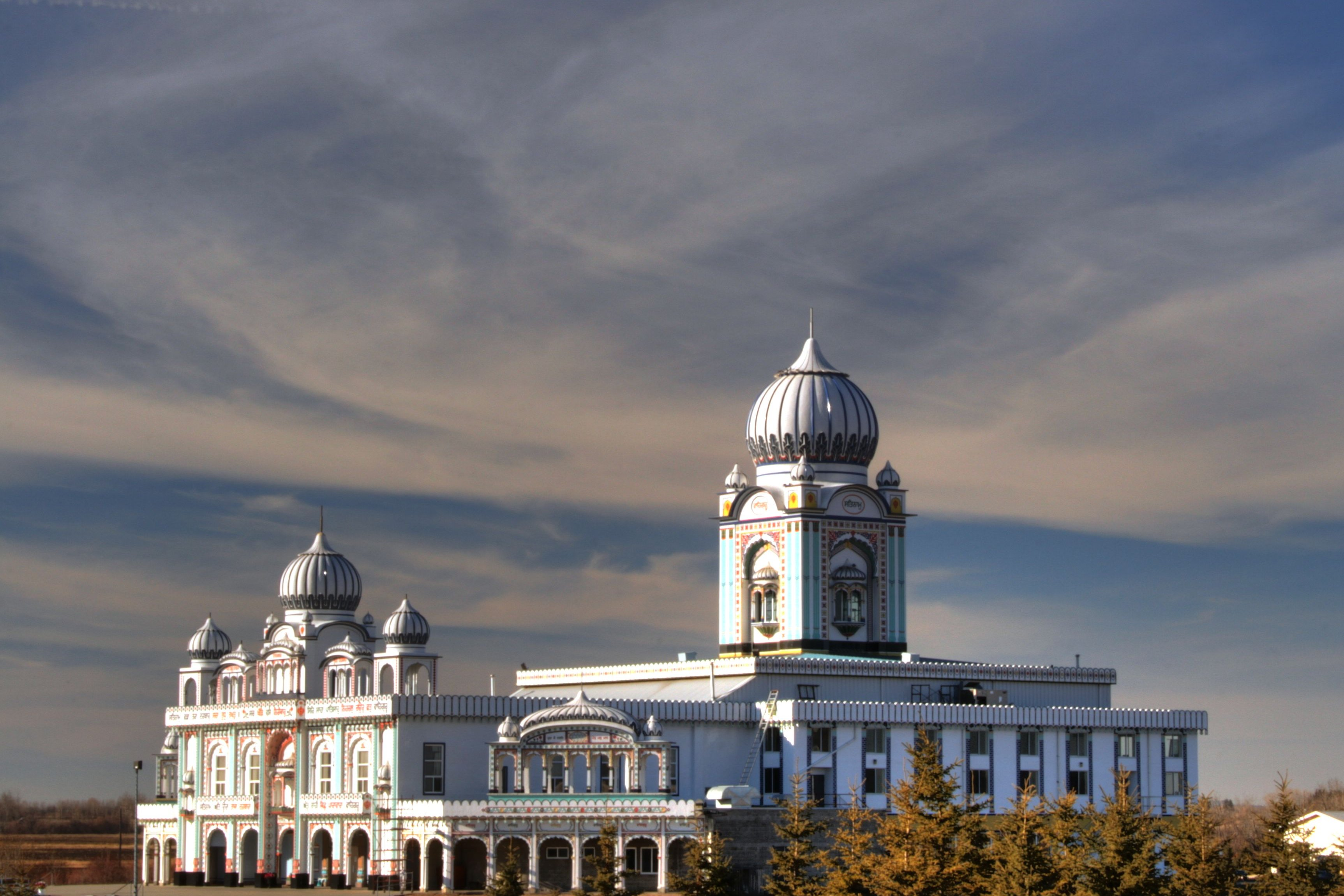
Un gurdwara, à Edmonton au Canada.
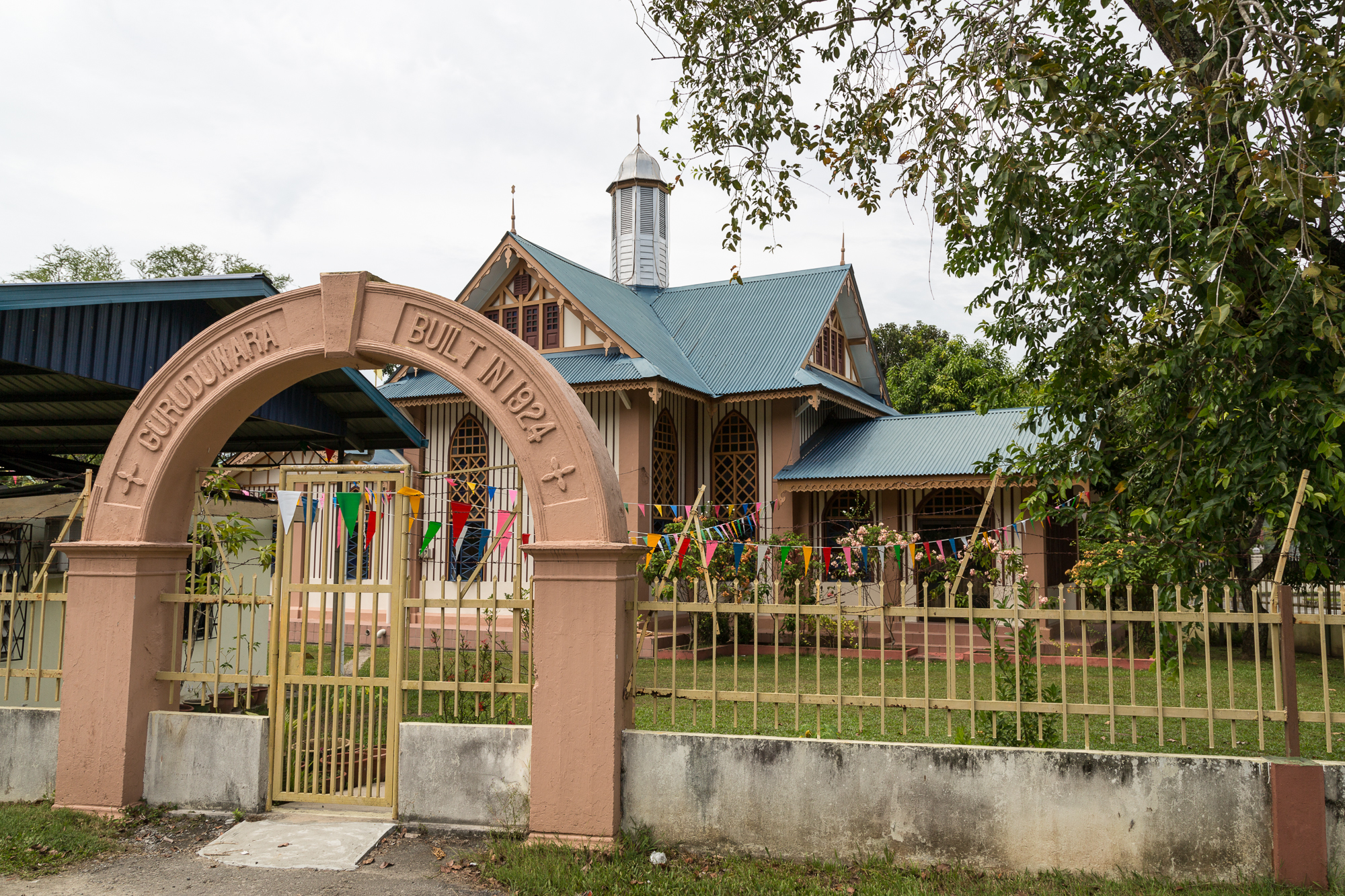
Un gurdwara à Kota Kinabalu (Sabah), Malaisie.

## Les Cinq Takhts Sacrés
Après le Temple d'Or, cinq gurdwārās historiques, connues sous le nom des Cinq Takhts (Trônes) ont une grande importance pour les sikhs, et sont considérés comme le siège de la communauté. L'un d'eux est l'Akal Takht, faisant partie du complexe du Harmandir Sahib.

## Déroulement de la réunion
La congrégation s'y trouve assise par terre, pieds nus et têtes couvertes en présence du Siri Guru Granth Sahib et prie, écoute et chante les Shabad Kirtan, hymnes dévotionnels qu'il contient. Au cours de l'office, le granthi (ou lecteur) en lit un hukam, un texte choisi au hasard sur lequel chacun est appelé à méditer.